# Den rejsende (Matador)
Den rejsende er den første episode af den danske tv-serie Matador. Den blev skrevet af seriens skaber Lise Nørgaard og instrueret af Erik Balling. Seriens musikalske tema er komponeret af Bent Fabricius-Bjerre. Den blev vist første gang på dansk tv den 11. november 1978.

## Handling
"Mads Andersen-Skjern (Jørgen Buckhøj) stiger i 1929 ned af toget på Korsbæk station med sin lille søn Daniel (Kristian Steen Rem). Efter en tur gennem byens hovedstrøg er han klar over, at her er noget at gøre for en driftig mand. Korsbæk oser af søvndyssende konservatisme. I denne by er man ikke noget i kraft af sit talent, men udelukkende begrundet i sit familieskab. Her er markant forskel på det velbjærgede borgerskab og alle de andre. Her er traditionerne alt og initiativ intet. Mads Andersen-Skjern har en plan - og den får næring, da han møder det arrogante personale i Damernes Magasin. Mads køber en butik overfor."

## Medvirkende
- Jørgen Buckhøj - (Mads Andersen-Skjern)
- Kristian Steen Rem - (Daniel Andersen Skjern)
- Buster Larsen - (grisehandler Oluf Larsen)
- Lily Broberg - (Katrine Larsen, Oluf Larsens kone)
- Ghita Nørby - (Ingeborg, Oluf og Kathrines datter)
- Helle Nielsen III - (Ellen, Ingeborgs datter)
- Holger Juul Hansen - (Hans Christian Varnæs, bankdirektør)
- Malene Schwartz - (Maude Varnæs, bankdirektørfrue)
- Helle Virkner - (frk. Friis, Maudes søster)
- Bent Mejding - (Jørgen Varnæs, Hans Christians bror)
- Ellen Winther Lembourn - (Minna Varnæs, Jørgens kone)
- Kirsten Olesen - (Agnes, stuepige hos Varnæs)
- Elin Reimer - (Laura, kokkepige hos Varnæs)
- Kurt Ravn - (Lauritz Jensen "Røde", jernbanearbejder)
- Benny Hansen - ("Fede", Maler 'Frede' Hansen)
- Per Pallesen - (Severin Boldt, tjener på Jernbanerestauranten)
- Preben Mahrt - (Albert Arnesen, ejer af Damernes Magasin)
- Sonja Oppenhagen - (Vicki Arnesen, Alberts kone)
- Arthur Jensen - (Rudolf Schwann, førstemand i Damernes Magasin)
- Vera Gebuhr - (frk. Inger Jørgensen, ekspeditrice i Damernes Magasin)
- Else Petersen - (Frøken Grøn, direktrice i Damernes Magasin)
- Esper Hagen - (Arnold Vinter, lærling i Damernes Magasin)
- Karen Berg - (Fru Fernando Møhge, Hans Christians gudmor)
- Karin Nellemose - (Misse Møhge, Fru Fernando Møhges datter)
- Ove Sprogøe - (dr. Louis Hansen, ven af Varnæs')
- Bjørn Watt-Boolsen - (oberst Hachel, ven af Varnæs')
- Søren Bruun - (Ulrik, Hans Christians og Maudes søn)
- Nicla Ursin - (Regitze, Hans Christians og Maudes datter)
- John Hahn-Petersen - (Hr. Stein, bogholder i Korsbæk Bank)
- Ann Margrethe Schou - (Frk. Mortensen, kassererske i Korsbæk Bank)
- Joen Bille - (Aage Holmdal, bankassistent volontør i Korsbæk Bank)
- Inge Ketti - (Kunde i Damernes Magasin)
- Søren Rode - (Togbetjent)
- Else Kornerup - (Fru apoteker Strøm)